# 二百三高地
『二百三高地』（にひゃくさんこうち）は、1980年の日本映画と1981年のテレビドラマ。
本項では、映画版、テレビドラマ版、双方について記述する。

## ストーリー
日露戦争の旅順攻囲戦における、203高地の日露両軍の血みどろの一大攻防戦を描いた作品。第三軍の司令官・乃木希典を中心とし、大局（戦闘、戦争）の推移が描かれる。
その一方で、第三軍に予備役で徴兵された民間人を通じ、前線で戦う一兵卒の惨状、戦況に一喜一憂する庶民の姿、戦争の悲惨さも描写されている。

## オリジナルキャラクター
小賀武志
映画 - あおい輝彦/テレビ - 永島敏行
金沢の小学校の教師。反戦運動をして暴力を受ける佐知を助けたことから、彼女と懇意になる。ロシア文学を学び、神田のニコライ堂にも通っていた。
ロシア語に通じており、少尉（小隊長）として召集された身にありながらもロシア国民との友好を願う平和主義者だったが、苛酷な戦場での経験による理想と現実の乖離から、ロシア人を激しく敵視する性格へと変貌する。
以下の4名は、小賀の部下。
木下九市
映画 - 新沼謙治/テレビ - 山田隆夫
豆腐屋の息子で、軍隊のラッパ手に憧れている。飄々として憎めないが、軍隊生活に早くから適応し、上官から「兵隊向きに出来ている」と評価される。
テレビ版では、戦地で豆腐作りに挑戦した。また、家族（厳密には父親）の借金やそれに伴う姉の身売りなどが描かれた。
梅谷喜久松
映画 - 湯原昌幸/テレビ - 水森コウ太
太鼓持ち 出身で、テレビ版では慰問担当として活躍するシーンや、恋仲の芸妓（金太郎-今陽子）とのシーンなど、描写が大幅に増えている。
牛若寅太郎
映画 - 佐藤允/テレビ - 橋本功
ヤクザであり、反抗心と義侠心に富む。乱闘騒ぎを起こして牢に入れられていた最中に召集された。両上腕から背中にかけて彫り物がある。
米川乙吉
映画 - 長谷川明男/テレビ - 山本亘
染物の職人。妻に先立たれ、幼い子供2人を残して召集された。そのため、故郷に強い執着を持っており、赤十字社の施設が預かってくれた子供達が脱走したことが追い打ちとなって、自身も脱走を図った。
気の弱さから、当初は上官（金平伍長）らに見下されていた。しかし、前線での戦闘の際は、「米川だけは絶対に生還させろ」と金平に言わせ、隊の結束もそれに向かって固まっていた。
テレビ版では、妻の死が描かれた。
松尾佐知
映画 - 夏目雅子/テレビ - 坂口良子
反戦活動の最中、小賀と知り合う。その後、ニコライ堂の講習会で再会したことで、互いに想いを寄せあっていく。
出征に際し、夫婦の契りを結ぶが、入籍はしていない。
教員資格を持っており、召集されて戦地に赴いた小賀の後任として、小学校の教師となる。また、赤十字施設から脱走した米川の子供2人を引き取っている。
テレビ版では、「入籍の時間が無かった」と変更されている。

## 重複キャスト
映画版・テレビ版に、重複して登場する俳優（流用シーンは除く）
同じ配役
南道郎（金平又八） - 映画版は三南道郎名義。
大月ウルフ（尋問されるロシア軍人）
野口元夫（大山巌）
弘松三郎（山本権兵衛）
河合絃司（金沢の小学校校長）
違う配役
永島敏行（映画 - 乃木保典/テレビ - 小賀武志）
石橋雅史（映画 - 福島安正/テレビ - 伊地知幸介）
矢吹二朗（映画 - 久司大尉/テレビ - 広瀬武夫）
浜田晃（映画 - 大庭二郎/テレビ - 中村覚）
中田博久（映画 - 奈良少佐/テレビ - 長岡外史）
原田力（映画 - 渡辺大佐/テレビ - 第三軍第九師団所属の軍人）
北村晃一（映画 - 寺島大尉/テレビ - 第6話登場の軍医）
配役不明
尾型伸之介（映画 - 松川敏胤/テレビ - ）
相馬剛三（映画 - 豊島陽蔵/テレビ - ）
山田光一（映画 - 一戸兵衛/テレビ - ）
舛田紀子（映画 - /テレビ - 木下トミ）

## 映画
「二百三高地」（にひゃくさんこうち）は、1980年製作の日本の戦争映画。

### 上映データ
| 公開日 上映時間 | 1980年（昭和55年）    | 8月2日（土曜日）      | 日本             | 185分（二部構成） |
| サイズ          | カラー                | ワイド                | 映倫No.19639     | 映倫No.19639      |
| 受賞歴          | 第4回日本アカデミー賞 | 第4回日本アカデミー賞 | 優秀作品賞       |                   |
| 受賞歴          | 第4回日本アカデミー賞 | 第4回日本アカデミー賞 | 優秀監督賞       | 舛田利雄          |
| 受賞歴          | 第4回日本アカデミー賞 | 第4回日本アカデミー賞 | 優秀脚本賞       | 笠原和夫          |
| 受賞歴          | 第4回日本アカデミー賞 | 第4回日本アカデミー賞 | 最優秀助演男優賞 | 丹波哲郎          |
| 受賞歴          | 第4回日本アカデミー賞 | 第4回日本アカデミー賞 | 優秀助演女優賞   | 夏目雅子          |
| 受賞歴          | 第4回日本アカデミー賞 | 第4回日本アカデミー賞 | 優秀音楽賞       | 山本直純          |
| 受賞歴          | 第4回日本アカデミー賞 | 第4回日本アカデミー賞 | 最優秀撮影賞     | 飯村雅彦          |
| 受賞歴          | 第4回日本アカデミー賞 | 第4回日本アカデミー賞 | 最優秀照明賞     | 梅谷茂            |
| 受賞歴          | 第4回日本アカデミー賞 | 第4回日本アカデミー賞 | 優秀美術賞       | 北川弘            |
| 受賞歴          | 第4回日本アカデミー賞 | 第4回日本アカデミー賞 | 優秀録音賞       | 宗方弘好          |
| 受賞歴          | 第23回ブルーリボン賞  | 第23回ブルーリボン賞  | 主演男優賞       | 仲代達矢          |
| 受賞歴          | 第23回ブルーリボン賞  | 第23回ブルーリボン賞  | 助演男優賞       | 丹波哲郎          |

### キャスト（映画）
記載順、漢字表記はエンディングクレジットに準じる。本作では配役は示されておらず、俳優名のみとなっている。
太字の人物は、単独クレジットになっている俳優である。
第三軍関係
仲代達矢（乃木希典）
あおい輝彦（小賀武志）
新沼謙治（木下九市）
湯原昌幸（梅谷喜久松）
佐藤允（牛若寅太郎）
永島敏行（乃木保典）
長谷川明男（米川乙吉）
稲葉義男（伊地知幸介）
新克利（相野田是三）
矢吹二朗（久司大尉）
船戸順（白井二郎）
浜田寅彦（大迫尚敏）
近藤宏（大島久直）
伊沢一郎（友安治延）
玉川伊佐男（松村務本）
名和広（中村覚）
横森久（土屋光春）
武藤章生（竹下少佐）
浜田晃（大庭二郎）
三南道郎（金平又八）
北村晃一（寺島大尉）
木村四郎（津野田是重）
中田博久（奈良少佐）
南廣（軍曹）
河原崎次郎（ガレ場の日本兵）
市川好朗（志水実）
山田光一
磯村健治（仁杉万吉）
相馬剛三（豊島陽蔵）
高月忠
亀山達也
清水照夫
桐原信介
達純一
原田君事
三島新太郎
原田力
久地明
沢田浩二
清水健祐
村山竜平
山浦栄
五野上力
松本泰郎
添田聡司
勝光徳
大島博樹
村添豊徳
高野晃大
佐々森勇二
青木茂
小島光二
碓氷明
中村高夫
佐藤達郎
秋山敏
金子吉延
政府関係
森繁久彌（伊藤博文）
天知茂（金子堅太郎）
野口元夫（大山巌）
川合伸旺（小村寿太郎）
久遠利三（桂太郎）
須藤健（松方正義）
吉原正皓（寺内正毅）
小山源喜
弘松三郎
高野隆志
大本営関係
神山繁（山縣有朋）
平田昭彦（長岡外史）
若林豪（上泉徳弥）
有馬昌彦
土山登士幸（鋳方徳蔵）
西国成男
民間人関係
愛川欽也（卯吉）
夏目雅子（松尾佐知）
野際陽子（乃木静子）
桑山正一（赤丸巡査）
赤木春恵（木下モト）
原田清人（神鞭知常）
北林早苗（木下トミ）
土方弘（木下喜作）
小畠絹子
河合絃司
舛田紀子
大場利明
和田瑞穂
須賀良
玉川和子
幸英二
村松美枝子
城春樹
吉川潤子
木村修
石川洋子
加瀬悦孝
西村久美子
山本相時
福島歳恵
舟久保信之
伊藤慶子
溜健二
志摩ひろ子
柴田耕一
小山柳子
小山昌幸
榊原良子
山本緑
森しげこ
渡辺有希子
片山真由美
ロシア軍関係
オスマン・ユスフ（祈りを捧げる司祭）
大月ウルフ（尋問されるロシア軍人）
ジョセフ・グレース
ピーター・ウイリアムス
ドナルド・ノード
ジャック・デーヴィス
ルック・マイヤー
パトリック・スワード
ダニエル・クラスラフスギー
ジェリー・ククルスキー
ペギー・デジュイーガー
ジェームス・ゴードン
ジョージ・ロバーツ
アレキサンドル・カイリス
バートン・ターナー
エメリオ・ピドソーラ
ジャクリーン・ラノーエ
ダクラス・ブルックス
ジョン・フインク
ディヴィッド・バトラー
ニコライ・ミューリン
満洲軍関係
丹波哲郎（児玉源太郎）
石橋雅史（福島安正）
村井国夫（沖禎介）
早川純一（横川省三）
南城竜也
岩城力也
片桐次郎
大泉公孝
吉沢勝
神山寛
尾型伸之介
青木義朗（井口省吾）
皇室関係
三船敏郎（明治天皇）
松尾嘉代（皇后=昭憲皇太后）
※制作当初は、伊吹吾郎（上泉徳弥）、長門勇（高橋是清）らもキャスティングされていた。

### スタッフ（映画）
- 企画：幸田清、天尾完次、太田浩児、瀬戸恒雄
- 脚本：笠原和夫
- 撮影：飯村雅彦
- 特撮監督：中野昭慶
- 録音：宗方弘好
- 照明：梅谷茂
- 美術：北川弘
- 助監督：馬場昭格
- 編集：西東清明
- 音響効果：岩藤竜三
- 記録：勝原繁子
- 擬斗：尾型伸之介
- 装置：安沢重治
- 装飾：五十嵐靖治
- 特殊効果：大平特殊効果
- 演技事務：山田光男
- 美粧：井上守、末竹絹江
- 美容：宮島孝子
- 衣装：福崎精吾
- 刺青：霞涼二
- 宣伝担当：坂本年文、山本八州男
- スチール：加藤光男
- ロシア語指導：鍋谷真理子
- 方言指導：武央和也、磯村健治
- 特撮撮影：鶴見孝夫
- 特撮照明：森本正邦
- 特撮美術：井上泰幸
- 光学撮影：宮西武史
- アニメーション制作：東映動画
- 現像：東映化学
- 進行主任：石川通生
- 音楽監督・指揮：山本直純
- 音楽：たかしまあきひこ
- 演奏：新日本フィルハーモニー交響楽団
- 音楽制作：フリーフライトレコード、オズ・ミュージック
- 音楽発売：ワーナーパイオニア
- ナレーター：内藤武敏
- 企画協力：瀬島龍三、原四郎、千早正隆
- 衣裳：東京衣裳
- 協力：大島温泉ホテル、藤田観光 大島小涌園、大島町役場、東京都大島支庁、三井金属工芸㈱、国書刊行会編・写真集日露戦争、中央乃木会、乃木神社
劇団ひまわり、東映俳優センター
- 制作協力：東宝映像株式会社
- 監督：舛田利雄

### 劇中歌
| 使用形態 | 曲名     | 唄         | 作詞       | 作曲       | 編曲     | レーベル               |
| -------- | -------- | ---------- | ---------- | ---------- | -------- | ---------------------- |
| 主題曲   | 防人の詩 | さだまさし | さだまさし | さだまさし | 山本直純 | フリーフライトレコード |
| 主題曲   | 聖夜     | さだまさし | さだまさし | さだまさし | 石川鷹彦 |                        |

### 製作の経緯
脚本の笠原和夫は「岡田茂東映社長（以下、役職は全て当時）が東映企画部長・天尾完次に明治天皇（の映画）をやろう」と指示を出し企画がスタートしたと話している。東映東京撮影所長・幸田清は著書などで、1977年に天尾と幸田で「日本の近代史を映画にしたい」「まず日露戦争からやろう」という話から始まったと述べている。日露戦争の映画は戦後だけで東映以外に新東宝の『明治天皇と日露大戦争』など、5本創られてきたが創り方が難しい素材といわれていた。未だ原案がまとまらぬ段階で幸田らは岡田に意向を尋ねると、「今時、日露戦争の映画を観に来る者はほとんどいない。当たらないからやめとけ」と却下された。しかし再々度、制作を打診すると「そうだなあ。乃木大将を中心に創ってみたらひょっとしていけるかな。今まで、乃木将軍を描いた映画はないだろう」との岡田の何気ない一言を切っ掛けに、幸田を中心に天尾、太田浩児、瀬戸恒雄らプロデューサー3名で検討を開始するも、良い切り口がなくプロのシナリオライター1名を加える。しかし未だ企画は承認されておらず流れてしまうとギャラも払えない。駄目元で当時はフリーになっていた笠原和夫に依頼すると「日露戦争には興味がある」とのことで承諾された、題名を『乃木大将と日露戦争』と付けて本社会議にへ企画案を提出するも、「日露戦争の映画は当たらない」と営業関係から猛反対され一人の賛成論もなかったが、「出来上がったシナリオを読んで考えよう。シナリオ作成だけ承認しよう」との岡田の一言で一転、全員一致で承認され、出来上がった笠原のシナリオは会議でも賞賛された、などと幸田は話している。
笠原は「日露戦争をやってくれ」と天尾が電話してきたので、「岡田さんはどういう風に考えてるんだ」と聞いたら「社長は『明治天皇と日露大戦争』みたいな感じではなくて、もっと正面から日露戦争を描くやつをやりたいと言っています」といわれ「そういうことだったら承知した」と脚本を引き受けたと話している。最初は乃木希典を中心にした旅順戦とスウェーデンに行った明石元二郎、イギリスに行った高橋是清、アメリカに行った金子堅太郎の三人の活動を含めて脚本を書き、岡田に提出したら「長い、せめて3時間におさめてくれ」と言われ、海外に行った三人の話は削り、旅順戦に絞った本を提出したら岡田からOKが出たという。
過去三年間1本も赤字を出していない舛田利雄に監督を打診したところ「こんなに良くできたシナリオは読んだことがない。ぜひとも私に撮らせて欲しい」との回答を得た。シナリオは賞賛されるも、当時は3～5億円で映画を作っていたが本作は20億円を要すると言われ製作は大反対された。予算を削りに削っても15億円が精一杯で、それ以下ではちゃちな映画にしかならず、何がなんでも創りたいと執念を燃やす幸田は、岡田さえ説得できれば映画は創ることが出来ると、あえてうそがばれるような13億5000万円の予算を作成し、岡田に最後の希望を託した。岡田はうそはすぐに見抜いたが製作を了承するも、「前売券を10万枚、撮影所だけで売ること」と条件を出した。後にその金額が差額の1億5000万円分だったと分かったという。幸田は、岡田でなければ『二百三高地』は撮れなかったと話している。企画立案からクランクインまで2年余を要した。正確を期すためシナリオ作成時から、岡田が瀬島龍三、原四郎、千早正隆に監修を要請し、シナリオの間違いの訂正の他、撮影にも何回か立会ってもらい、指摘を受けた部分の撮り直しも行われた。笠原は岡田社長がどこからかクレームが付いた場合を考えて瀬島に監修を頼んだ、すると瀬島が「俺よりもっと頭が凄いやつがいる」と原を紹介した、千早は別ルートからの要請ではないかと話している。
製作期間3年。また当時の日本映画としては破格の製作費15億円を投入して制作され、各社で立て続けに戦争映画が作られる戦争大作映画ブームを起こした。

### 作品の評価
- 本作は脚本を担当した笠原和夫が、当日の天気まで記した巻物のように長い年表を作成した上で、当時の時系列や状況を徹底して調査・取材を行い、膨大な資料を収集した上で脚本を執筆した[注釈 7]。
- 旅順攻囲戦を作品の舞台としながらも、主人公を著名な軍人・政治家の描写や活躍に終始せず、戦場で戦う将兵の思いや葛藤に対しての細かい描写がなされた。
- 東宝から招かれた特撮監督中野昭慶による特撮や戦闘シーンは、中野が得意とする派手な爆発や炎上シーンに加え、現地を緻密に取材したうえ忠実に再現したセットが非常にリアルであるとして話題を呼んだ。特撮シーンの撮影は、東映の大泉撮影所ではなく、東宝の東宝スタジオ第9ステージで行われた[19]。特撮美術の井上泰幸は、山のミニチュアセットに木がないため、砲台から旅順港を見るカットで距離感やスケール感を出すのに苦労したといい[19][20]、本作品を最も苦労した作品として挙げている[19]。
- 公開当時、企画協力に瀬島龍三が参加していることなどから、制作の背景に如何わしいものがある作品ではないかという疑いをかけられたうえ、日本から外国へと出向いて戦争を仕掛けておきながら、どんなに犠牲が出ようと自衛のため開戦はやむを得ないとか、悲惨な戦争だが結果は勝利だ、という内容であったため、戦争肯定映画であるという風評が公開前から広まってもいた。これらのことから、一部の教育者や評論家、また日本共産党の機関紙・「赤旗（現・しんぶん赤旗）」や朝日新聞から、後年公開の『大日本帝国』（1982年）と同様、「戦争賛美映画」「軍国主義賛美映画」「右翼映画である」と批判された[16]。ただし、そうした映画の内容は、あくまで戦争に突き進んでしまった当時の風潮を描いたのであって、それが正当とされてしまった当時の政治についてまでは肯定しておらず、むしろそうした時代および日本の体制に対して批判の意図が込められていた。これは後に制作される『大日本帝国』にも共通しており、これについて笠原和夫はその著書の中で、天皇の戦争責任に言及している。
- さだまさしは主題歌を依頼された際、音楽監督の山本直純に「二百三高地の何を描くんですか。要するに”勝った、万歳”を描くんですか?」と尋ねており、「そうじゃない。戦争の勝った負けた以外の人間の小さな営みを、ちゃんと浮き彫りにしていきたい。そういう映画なんだ」と答えが返ってきたことを受けて依頼を快諾したという逸話がある[8][21]。
- 音楽仲間の山本コウタローは、当時「たとえ反戦歌と言おうとさだは軍拡に手を貸している。『連合艦隊』の谷村新司も同じだ」と批判した[22]。
- 製作発表以来、「アナクロ」「極右」などとマスコミに叩かれ、出演を断る俳優が相次いだといわれる[11]。
- 乃木希典を主役とした映画は、戦前に何度も製作されたが、戦後は全て脇役扱いであった[注釈 8]。本作品での仲代達矢の熱演によって、ようやく乃木はスクリーンの主役に返り咲いた（乃木希典#乃木を取り扱った作品）。ただし、物語上の主役は小賀武志を中心に描かれている。
- 本作は後にテレビドラマ化するほどの大ヒットを飛ばし、各社で立て続けに戦争映画が作られる戦争大作映画ブームを起こした[出典 5]。
- 東映の戦争映画は、1950年の岡田茂初プロデュース作『きけ、わだつみの声』が原点[11]。本作『二百三高地』の大ヒットに手応えを掴んだ岡田茂東映社長は[16]、1980年代に角川やアニメ映画の取り込みと合わせ[23][24]、ヤクザ戦争や時代劇復興からホンモノの戦争へ大転換させた[16]。

### エピソード（映画）
- 主役の乃木将軍役には、早い段階で仲代達矢を想定して企画が進められていたが、仲代が渋り、フジテレビのドラマ『アマゾンの歌』（1979年10月6日放送）で、ブラジルに長期ロケに行くのでと断わられた[11][25]。やむなく乃木将軍役を天尾、幸田、舛田監督の3人で丹波哲郎に話を持っていったところ、丹波はやる気まんまんで「是非とも」と快諾した。ところが岡田茂に話しに行ったら「なんで丹波が乃木になるんだ！　お前ら、何を考えているんだ！」と頭ごなしに怒鳴られ却下される[注釈 9]。結局、丹波には侘びを入れた後、「脚本を読むと児玉源太郎が面白いね」と言っていたのを覚えていた舛田が、その場で丹波に児玉役をキャスティングした[25]。肝心の乃木将軍役の仲代の替りを一生懸命探していたが、岡田が「仲代が戻るまで待とう。封切りを伸ばせ」と鶴の一声で仲代に決定した[11]。トラブルはさらに続き、仲代が日本に戻りようやく撮影に入ろうとした矢先に、黒澤明の影武者騒動が起きた。勝新太郎の降板で仲代が武田信玄を演ることになったのだが、仲代は黒澤との義理があり断ることは出来ず、『二百三高地』も『影武者』もスケジュールがギリギリの状態となってしまう。この騒動によって調整をつけるのが大変なものとなったところに「『二百三高地』の方が先口だったから」と黒澤が仁義を通し、『二百三高地』の撮影を優先させてくれた[25]。
- 脚本の笠原が岡田から最終的に脚本の了承をもらった際に、岡田から「一ヶ所直してくれ。あとは全部、お前の考えでいいから」と言われた[26]。その訂正を指示された箇所とは乃木が明治天皇に旅順戦の軍状報告をするラストシーンだった。世間では乃木が泣いたという話になっているが、実際に調べたら、関係将官が全部囲んで厳かに淡々と天皇の前で報告を行うことは一番神聖なセレモニーであり、そんな時に泣いたりしたら笑われるどころではなく、乃木は報告の途中で言葉をつまらせたが、明治天皇も冷たい顔をして聞いていたというのが事実と分かった。笠原はこの通りシナリオに書いていたが、岡田に「世間でよく言われている通り、乃木がヨヨと泣き崩れると、天皇陛下が席をお立ちになって、「乃木よ、泣くな」と乃木の肩の手をお当てになられた、に変更しろ。そういうふうにしないとお前、客は来んぞ」と言われ、指示通り直した[26][27]。この岡田の指示で大号泣のラストシーンとなった[17]。宮中正殿のセットは東映の現有の力を結集し3000万円かけて製作した[11]。
- さだまさし歌唱の主題歌「防人の詩」は、音楽監督・山本直純が主題歌の挿入を提案し、山本の推薦により、さだが起用されたもの[28]。
- 俳優のエンディングクレジットが「第三軍関係」仲代達矢..「政府関係」森繁久彌..「満洲軍関係」丹波哲郎..「皇室関係」三船敏郎 .. となっているのは、森繁久彌・丹波哲郎・三船敏郎という三人の大物俳優の名前を表示する順番に苦慮して考案された、「グループ別」という前例のない方法である[29]。なおポスターでは丹波が中軸、森繁がトメ前、三船がトメである。
- 劇中において日本兵が使用する三八式歩兵銃は、アップシーンに備えて30丁ほどの模造銃が製作された。しかし日露戦争当時、日本軍が使用した小銃は三十年式歩兵銃であった。三十年式と三八式は遠目にはほぼ同一だが、機関部では細かな形状が異なり、これは明らかな考証ミスである。映画公開時、毎日新聞の取材に対し東映は「小銃の種類についてはあまり詳しく調べなかった。まあ、当時なかったえい光弾も映画の中で使っている。ドラマだから、今ふうでいいんじゃないですか。」と回答している[30]。
- 同じく日本兵が着用する暗色の軍服は大陸の黄土ではひどく目立つため、日露戦争中にカーキ色の軍服が制定された。史実では旅順攻略戦までに全て入れ替わっていたが、撮影では旧来の暗色服のままで撮影されている。考証上分かってはいたが予算上の都合で史実通りに出来なかった。後のNHKスペシャルドラマ『坂の上の雲』では、この点は史実通りとなった。
- 日露戦争当時は冬季に戦闘が行われたが、映画の撮影は真夏に行われ、しかも旅順要塞の屋外セットが伊豆大島に作られたために[2]、俳優陣は炎天下に冬服を着込んでの撮影を強いられ、非常に体力を消耗したという[8]。児玉源太郎役の丹波哲郎によると「汗が目立たない様に、顔に汗抑えをたっぷり塗って演技していたが、衣装の中は汗でベタベタになり、ワンシーン終るたびに裸になって汗を拭いていた」とのこと。なお、冒頭の銃殺シーンに出演した役者陣は非常に和気あいあいとした雰囲気の中、撮影に臨んだという。
- 大島のセットは大成建設が非常に安い値段で作ってくれたが、舛田が思い描いている物は予定された製作費では作れず、何度も降りようとした[31]。
- ビートたけしは「チョイ役で出た。エキストラの中に入れられて、きったねえ服着せられて弁当食ってたら『はい、日本兵集まって』と言われた。監督から『お前、一番最後から走ってけ』と言われて、しょうがねえからカメラ横を通り抜けるとき、立ち上がってコマネチポーズを横走りしながらやったら、監督が『そこのお前っ、何でお前は手をこうやるんだっ』って怒ってね。監督は俺のコマネチギャク知ってるかと思ったら、知らないんだ、マジだから（笑）。ほいでほとんど出番無かったの」などと述べている[32]。
- 2003年、全国で開催された夏目雅子を偲ぶ「永遠の夏目雅子展」を訪れた岡田が「ウチの映画（東映の夏目出演映画）は、まだDVDになっとらんのか」と"ツルの一声"を発し、急遽本作と夏目が6代目マドンナを演じた『トラック野郎・男一匹桃次郎』、『大日本帝国』が同年12月初DVD化された[出典 6]。
- 当時、東映製作のスーパー戦隊シリーズ『電子戦隊デンジマン』が放送されており、その中の一挿話には撮影スタジオの場面があって、『二百三高地』の看板や大道具の前で、デンジマンが戦う。これは映画版『デンジマン』にも挿入されている。
- 日曜洋画劇場では1982年4月11、18日に前後編に分けて放送された。

### 映像ソフト
- 『二百三高地』（2003年12月21日、東映ビデオ）
- 『二百三高地』【期間限定】（2011年8月24日、東映ビデオ）
- 『二百三高地』【期間限定プライスオフ版】（2014年7月11日、東映ビデオ）
- 『二百三高地』【Blu-ray】（2015年8月5日、東映ビデオ）

### ネット配信
- YouTube「東映シアターオンライン」で、チャンネル登録者20万人突破を記念して、2023年2月11日19:00（JST）から同年同月19日23:59（JST）まで無料配信が行われている。

## テレビドラマ
『二百三高地 愛は死にますか』は1981年1月7日 - 2月25日に日本のTBS系列で毎週水曜日21時00分 - 21時55分（当時の「水曜劇場」枠）で全8話が放送されたテレビドラマ。

### 解説
脚本は映画版に準じた形になっているが、エピソードや人物が追加されている。逆に、省略されたセリフもある（#主な相違点を参照）。また、戦闘シーンを始め、一部のシーンは映画版から流用されている（例：第1話冒頭、戦争肯定派の演説シーン）。
映画版の挿入歌「聖夜」はクレジットされていないが、第7話で使用されている。また、「聖夜」をアレンジしたBGMは、何度も使用された。
2009年3月 - 4月に東映チャンネル、またファミリー劇場等でも再放送された。DVDが2009年11月21日に発売されている。

### キャスト（テレビドラマ）
記載順、漢字表記はエンディングクレジットに準じる。単独クレジットと並列クレジットは水平線で区切った。
- 田村高廣（乃木希典）
- 坂口良子（松尾佐知）
- 永島敏行（小賀武志）
- 山本亘（米川乙吉）
- 山田隆夫（木下九市）
- 水森コウ太（梅谷喜久松）
- 橋本功（牛若寅太郎）
- 河内桃子（乃木静子）
- 近藤洋介（児玉源太郎）
- 今陽子（金太郎） - 金沢の花街・東山の芸者で、梅谷の恋人（当時の芸者名は男風が多かった）
- 左とん平（飴売りの行商人。第4話） - 米川乙吉の2人の子供を保護していた
- 福田公子（松尾ヒナ。佐知の母）
- 松本留美（寺島大尉の妻）
- 舛田紀子（木下トミ）
- 左時枝（米川乙吉の妻。第1話）
- 二宮さよ子（皇后=昭憲皇太后）
- 大場順（寺島大尉。金沢歩兵第七連隊第三中隊長、小賀の直属上官）
- 小林稔侍（上泉徳弥。第5話）
- 浜田晃（中村覚）
- 南道郎（金平又八）
- 石橋雅史（伊地知幸介）
- 矢吹二朗（広瀬武夫。第1話）
- 小野武彦（満洲軍関係者。第5話、遼陽の満洲軍総司令部のシーン。第7話、他）
- 尾型伸之介
- 伊達三郎（井口省吾。第3話）
- 根岸一正
- 木田三千雄（村井小彌太） - 小賀武志のおじ[注釈 10]
- ツービート（第七連隊の補充兵。第5話、第6話）
  - ビートたけし
  - ビートきよし
- 細川俊夫（奥保鞏指揮下の将校。第2話）
- 江見俊太郎（松村務本）
- 楠田薫（木下モト）
- 三谷昇（木下喜作）
- 増田順司（山県有朋）
- 野口元夫（大山巌）
- 弘松三郎（山本権兵衛）
- 中田博久（長岡外史）
- 藤巻潤（須地源二郎。第3話）
- 長門勇（高橋是清）[注釈 11]
- 中丸忠雄（金子堅太郎）
- 渡辺文雄（東郷平八郎）

- 手塚茂夫（志水実）
- 宅麻伸（乃木勝典）
- 堀光昭（乃木保典）
- 原田力（第三軍第九師団所属。第1話、第3話、第4話）
- 役所広司（津野田是重）
- 山田光一
- 宮城健太郎 - 第1話では宮城健太狼名義
- 相馬剛三（第三軍関係者）
- 高月忠
- 清水照夫
- 北村晃一（軍医。第6話）
- 長谷川論（仁杉万吉）
- 河合絃司（小学校校長）
- 加地健太郎（第3話）
- 加藤精三（第三軍第九師団所属。第3話）
- きくち英一（前線の小隊長に前進中止を進言した軍人。第2話）
- 星純夫（第七連隊所属）
- 山浦栄
- 五野上力
- 須賀良
- 福島歳恵
- 八百原寿子
- 大原和彦
- 大月ウルフ（尋問されるロシア軍人。第7話）
- ピーター・ウイリアムス
- 飯塚昭三（ルーズベルト大統領の声。第2話） - ノンクレジット

- 小沢栄太郎（伊藤博文）
- 市川染五郎（明治天皇）※特別出演

#### 流用シーンでの出演
- 村井国夫（沖禎介）
- 早川純一（横川省三）

他

### スタッフ（テレビドラマ）
「監修」は、舛田利雄が監督していない回（第3話、第4話、第5話、第6話）のみ。
- 企画：天尾完次、太田浩児、桑原秀郎（東映）、樋口祐三(TBS)
- 原作：笠原和夫
- 監修：舛田利雄
- 脚本：かさだとしお（笠原和夫・舛田利雄）、橋本綾
- 撮影：飯村雅彦、中島芳男、出先哲也
- 美術：北川弘
- 照明：小林芳雄、篠崎豊治
- 録音：宗方弘好、岡村昭治
- 助監督：蔦林淳望、長谷川計二
- 編集：戸田健夫、西東清明
- 記録：山内康代、高津省子、勝原繁子
- 計測：奥村正祐、大町進、米原良次
- 音響効果：沢地正幸
- 選曲：新井明美
- 装置：石貝桝夫、山口常雄
- 装飾：保谷弘
- 衣装：東京衣装
- メーキャップ：入江荘二
- 結髪：宮島孝子
- 刺青：霞涼二
- スチール：加藤光男
- 擬斗：尾型伸之介
- ナレーター：小林清志
- ロシア語指導：鍋谷真理子
- 方言指導：小池幸次、磯村健治
- 現像：東映化学
- 協力：東映美術センター、高津商会、国際プロ
- 進行主任：横山和幸、酒井喬二
- プロデューサー補：今川行雄
- 監督補：馬場昭格
- 制作担当：石川通生

- 音楽監督：山本直純
- 音楽：たかしまあきひこ
- 主題曲：「防人の詩」
- 作詞・作曲・歌：さだまさし
- 音楽制作：フリーフライトレコード、オズ・ミュージック

- 監督：舛田利雄、村山新治、馬場昭格

- 制作：東映、TBS

### 放映リスト
映画の第1部が、第4話までに該当する。
| 話数 | サブタイトル   | 脚本         | 監督     |
| ---- | -------------- | ------------ | -------- |
| 1    | 開戦           | かさだとしお | 舛田利雄 |
| 2    | 出動           | かさだとしお | 舛田利雄 |
| 3    | 旅順           | かさだとしお | 村山新治 |
| 4    | 第一次総攻撃   | 橋本綾       | 村山新治 |
| 5    | 二十八サンチ砲 | 橋本綾       | 馬場昭格 |
| 6    | 白襷隊全滅     | 橋本綾       | 馬場昭格 |
| 7    | 目標二百三高地 | かさだとしお | 舛田利雄 |
| 8    | 勝利           | かさだとしお | 舛田利雄 |

### 主な相違点
追加されたシーン、人物
戦闘に関する部分
「南山の戦い」の描写（映画版では、細かい描写が無かった）。
乃木勝典の戦死（上記追加に伴う）。
劇場版で登場した主要人物に、エピソードを追加、補完
梅谷喜久松の、傷病兵への慰問（落語など）。
米川乙吉の子供たちと松尾佐知の関わり。
追加された実在の人物
東郷平八郎
高橋是清
奥保鞏
広瀬武夫（旅順港閉塞作戦）
須地源二郎（常陸丸事件）
乃木勝典
セオドア・ルーズベルト（アメリカ大統領）
追加された架空の人物
金太郎（今陽子）
村井小彌太（木田三千雄）
村井小彌太の妻
松尾佐知の母親
米川乙吉の妻（左時枝）
寺島大尉(第七連隊の中隊長)の妻（松本留美）
飴売りの行商人（左とん平）
省略されているシーン
教会での小賀武志の一連のセリフの後の、松尾佐知のセリフ（第1話）。
中村覚の演説（白襷隊の出陣前）の時の、久司大尉のセリフ（第6話。久司大尉のシーンそのものが無い）。
など。

### エピソード（テレビドラマ）
- 補充兵役としてゲスト出演したビートたけし（漫才コンビ『ツービート』として相方のビートきよしと共に出演）は、撮影での突撃シーンの際、持ちネタであったコマネチをやりながら突撃し、監督以下から顰蹙を買う。たけし自身、そのシーンはカットされたと思っていたが「番組を観たら、そのまま使われていて驚いた」と、後年、バラエティー番組で語っている[出典無効]。

| TBS系 水曜劇場                         | TBS系 水曜劇場                                     | TBS系 水曜劇場                          |
| 前番組                                 | 番組名                                             | 次番組                                  |
| -------------------------------------- | -------------------------------------------------- | --------------------------------------- |
| しあわせ戦争 （1980.9.3 - 1980.12.24） | 二百三高地 愛は死にますか （1981.1.7 - 1981.2.25） | 拳骨にくちづけ （1981.3.4 - 1981.6.24） |